# Sense sortida (pel·lícula del 2011)
Sense sortida (títol original en anglès, Abduction) és una pel·lícula d'acció estatunidenca del 2011 protagonitzada per Taylor Lautner i dirigida per John Singleton.

## Argument
Des de fa temps, en Natahn Harper (Taylor Lautner) té la sensació d'estar vivint la vida d'algú altre. Quan descobreix una fotografia seva de quan era petit en una pàgina web de persones desaparegudes, tots els pànics d'en Nathan es fan realitat. És aleshores que s'adona que els seus pares no són pas els seus pares, i que la seva vida és tota una mentida. Una mentida que ha estat construïda per algú minuciosament per poder amagar un misteriós i perillós secret que ell mai va poder imaginar.
Tot just quan comença a encaixar les peces de la seva pròpia vida, comencen a perseguir-lo una banda de perillosos assassins, forçant-lo a fugir amb l'única persona en qui confia, la seva veïna Karen (Lily Collins). Cada segon que viuen els fa apropar més als seus enemics, i en Nathan s'adona que l'única forma de sobreviure i descobrir la identitat del seu pare biològic és deixar de fugir i prendre el control de la situació.

## Repartiment
- Taylor Lautner: Nathan Harper/Steven Price
- Lily Collins: Karen Murphy
- Alfred Molina: Frank Burton
- Maria Bello: Mara Harper
- Sigourney Weaver: Dr. Geraldine "Geri" Bennett
- Jason Isaacs: Kevin Harper

## Recepció

### Resposta crítica
Segons la pàgina d'Internet Rotten Tomatoes va obtenir un 4% de comentaris positius, amb la conclusió de "thriller inhumà i incompetent d'acció que ni un veterà actor protagonista podria haver salvat, i ja no parlem de Taylor Lautner". Kevin McCarthy va descriure la pel·lícula com "una de les pitjors del 2011. Amb un guió i un muntatge horribles que fan que Sigourney Weaver i Alfred Molina, dos bons actors, semblin dolents. Ni us apropeu!". Claudia Puig va assenyalar que la pel·lícula estava "plena de diàlegs que fan riure. Abudction no duu enlloc". Segons la pàgina d'Internet Metacritic va obtenir crítiques negatives, amb un 25%, basades en 19 comentaris dels quals cap no hi és favorable.